# Fugloy
Fugloy [ˈfʊgːlɔi]/[ˈfʊgːlɪ] (en danois : Fuglø, littéralement : l'île-oiseau) est la plus orientale des dix-huit îles formant l'archipel des Féroé. Elle appartient géographiquement à la région des îles du Nord et constitue une commune des îles Féroé.

## Géographie
Fugloy est la plus petite des « îles du Nord ». Elle est séparée de l'île voisine de Svínoy par le Fugloyarfjørður et est quotidiennement reliée par ferry au village de Hvannasund sur Viðoy. Par ailleurs, l'île est également atteignable par hélicoptère, trois fois par semaine, avec la compagnie Atlantic Airways.
L'île compte plusieurs montagnes : Mikla (420 m), Klubbin (621 m) et Norðberg (549 m).

## Démographie
L'île est habitée depuis l'époque des Vikings. En 1930, 230 personnes vivaient encore sur Fugloy. Mais, à l'instar d'autres îles, Fugloy n'a pas pu échapper au dépeuplement. Ainsi, le village d'Hattarvík ne comptait plus que 5 personnes, toutes âgées, en 2004. Quant à Kirkja, il est également menacé d'abandon. Lors du recensement de 2007, la population de l'île était de 45 habitants, répartis entre les deux villages que compte l'île : Hattarvík (17 hab.), Kirkja (28 hab.)

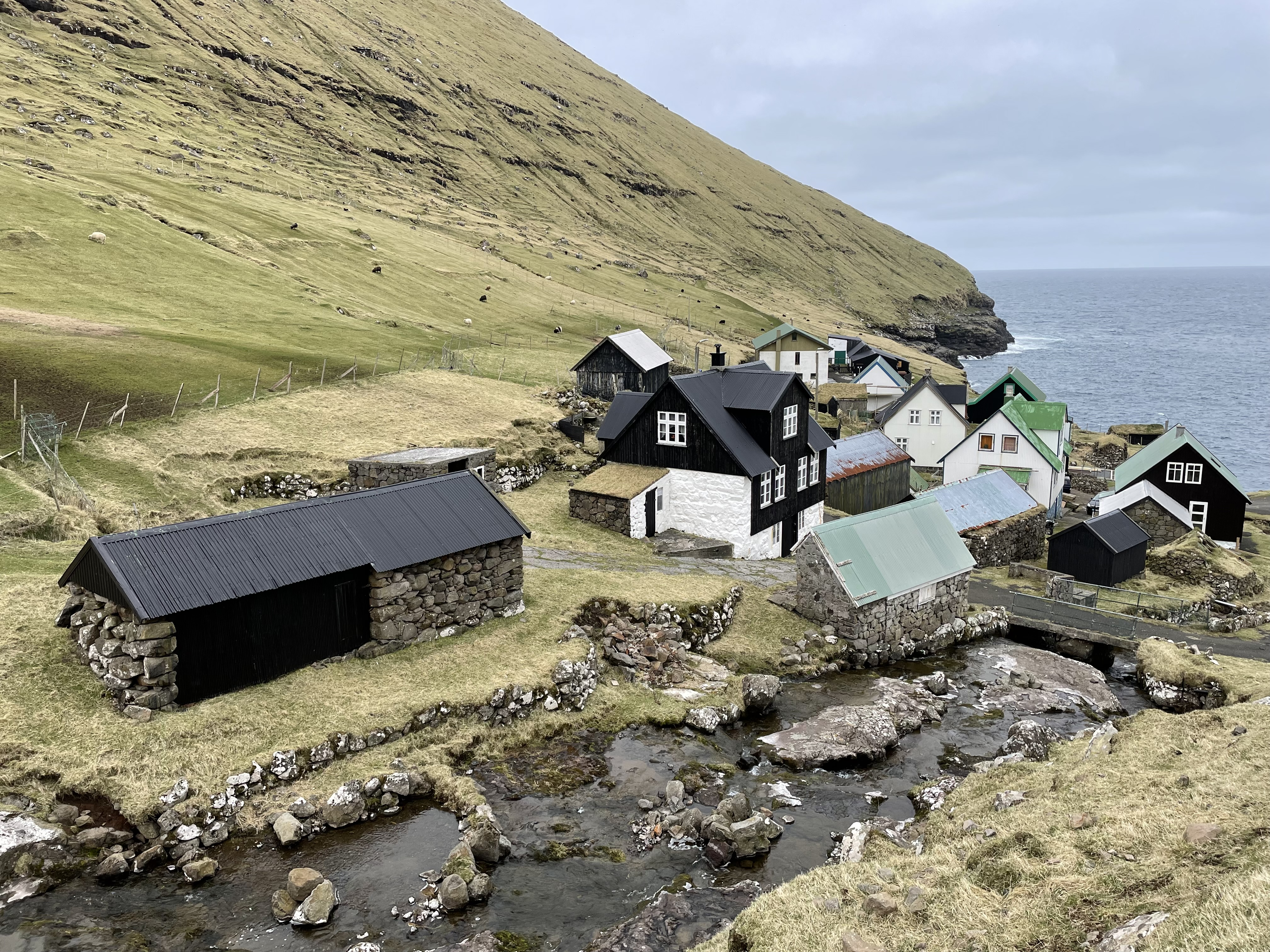
Hattarvík

## Histoire
L'État féroïen consent de nombreux efforts en vue de freiner cette tendance. Dans les années 1960, les insulaires reçurent l'électricité. Dans les années 1980, une route reliant les deux villages de l'île est construite. Le fait que chacun des villages ait sa propre église s'explique par le fait que le chemin originel était très difficile à utiliser.
Dans les années 1980, un service d'hélicoptères est mis en place, d'abord avec la compagnie Strandfaraskip Landsins puis Atlantic Airways, qui doit assurer l'approvisionnement par tous les temps. Le trajet avec le bateau postal Másin est considéré comme l'une des plus "grandes aventures" que l'on peut vivre dans l'archipel. En effet, même si le temps est au beau fixe, la mer se révèle agitée et par conséquent dangereuse. Le 7 décembre 1941, par exemple, le vapeur SS Sauternes coula dans le Fugloyarfjørður.
Comme le nom de l'île l'annonce, l'île est un bon lieu d'observation des oiseaux. C'est aussi un lieu propice à la randonnée pédestre.

### Légende de l'île flottante
Jadis, on croyait que Fugloy était une île flottante. Le philologue féroïen Jakob Jakobsen la décrit comme suit :
Fugloy était originellement une île flottante. Quelques hommes ramèrent vers elle et lui jetèrent un morceau d'acier pour qu'elle s'ancre dans les fonds marins. Mais rien n'y fit. De nombreux trolls étaient présents sur les pentes de l'île. Ils emballèrent tout ce que les hommes avaient apporté et le jetèrent à la mer.
On rassembla alors tous les pasteurs du pays. Ils firent le voyage jusqu'à l'île qu'ils fixèrent solidement pour qu'elle ne disparaisse pas. L'un d'eux y jeta une bible sous le regard attentif de tous les autres.
L'entreprise a réussi. Les hommes ont vaincu les trolls qui se retrouvèrent transformés en touffes d'herbe. Ces touffes d'herbe se trouvaient à l'époque vers les pentes du village de Kirkja mais le ressac les a submergées par la suite.
Un autre mythe est celui des "floksmenn", un groupe de séparatistes qui vivait au Moyen Âge à Hattarvík. Les plus connus d'entre eux étaient les bandits "Høgni Nev", "Rógvi Skel" et "Hálvdan Úlvsson" qui - avec la complicité de "Sjúrður við Kellingará" du village voisin de Kirkja - tyrannisaient et contrôlaient partiellement le nord des îles Féroé. Les quatre hommes furent condamnés à mort bien qu'une possibilité de grâce ait été prévue pour Sjúrður. Mais ce dernier souhaita être tué avec ses compagnons.

## Annexes

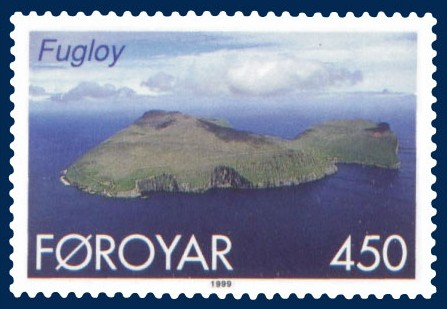
Timbre représentant Fugloy

### Littérature
- Jakob Jakobsen : Færøske Folkesagn og Æventyr.  Hrsg.: Samfund til Udgivelse af gammel nordisk Litteratur, Kopenhagen: 1898–1901. (Légende de l'île flottante)
- P.O. Hansen: Fuglø Odense: OAB-Tryk, 1983. (en danois, 78 pages, toutes illustrées, en partie en couleurs, 22x30 cm)